# Мадаріпур (зіла)
Мадаріпур (бенг. মাদারীপুর), будучи частиною Дакського відділу, є районом у центральній Бангладеш.

## Історія
Підрозділ Мадаріпур був заснований у 1854 році в районі Бакергандж . У 1873 році він був відокремлений від Бакергандж і приєднаний до округу Фарідпур . Підрозділ Мадаріпур був перетворений на округ у 1984 році. Район Мадаріпур був названий на честь суфійського святого Сайеда Бадіуддіна Ахмеда Зінда Шаха Мадара (пом. 1434 р. н. е.).

## Адміністративно-територіальний поділ
Округ Мадаріпур має 3 місця в парламенті, 4 упазили, 5 поліцейських дільниць, 4 муніципалітети, 59 союзних парафій, 1062 села та 479 муз.

### Упазили і танас
Мадаріпур ділиться на 5 Упазіл / 5 Танас.
1. Мадаріпур Садар Упазіла
2. Калкіні Упазіла
3. Раджуар Упазіла
4. Шибчар Упазіла
5. Дасар Упазіла[4]

### Муніципалітети
- Муніципалітет Мадаріпур
- Муніципалітет Калкіні
- Муніципалітет Раджуар
- Муніципалітет Шибчар
- Муніципалітет Дасар

## Адміністрація
- Адміністратор зіли: Мунір Чоудхурі[5]
- Заступник комісара та окружний суддя (DC): доктор Рахіма Хатун[6]